# Гейзел Нелі
Гейзел Наташа Нелі (англ. Hazel Natasha Nali; нар. 4 квітня 1998, Замбія) — замбійська футболістка, воротар ізраїльського клубу «Хапоель» (Беєр-Шева) та національної збірної Замбії. У складі національної команди виступала на Чемпіонаті африканських націй 2014 року, Кубку африканських націй 2018 року, чемпіонаті КОСАФА 2020 року та на Літніх Олімпійських іграх 2020 року.

## Клубна кар'єра
Футбольну кар'єру розпочала в клубі «Чибоя Квіс» з Лусаки. Потім виступала за «Нчанга Квінс» з Чинголи, а також за «Індені Роузес» зі Ндоли та «Грін Буффалос» з Лусаки. У березні 2020 року у складі «Грін Буффалос» виграла Супер дивізіон Замбії.
У листопаді 2020 року підписала 1-річний контракт з представником ізраїльської Лігат Нашиму (вищого дивізіону національного чемпіонату) «Хапоель» (Беєр-Шева). З початку сезону стала основним воротарем команди, виходячи на поле в кожному матчі. У своєму шостому поєдинку за ізраїльський клуб вперше відстояла «на нуль» та допомогла команді з Беєр-Шеви здобути першу перемогу в сезоні, над «Хапоелем» (Раанана) (2:0).

## Кар'єра в збірній
У складі дівочої збірної Замбії (WU-17) виступала на дівочому чемпіонаті світу 2014 року. Зіграла у всих трьох матчах замбійок на вище вказаному турнірі, програних Італії (0:2) та Венесуелі (0:2), а також у переможному (2:1) проти Коста-Рики.
У жовтні 2014 року викликана до складу національної збірної Замбії для участі в Чемпіонаті африканських націй 2014 року.
У листопаді 2018 року отримала виклик до збірної Замбії для участі в Кубку африканських націй 2018 року.
У листопаді 2020 року викликана до складу національної збірної Замбії для участі в чемпіонаті КОСАФА 2020 року.
У липні 2021 року викликана до збірної для участі в Літніх Олімпійських іграх 2020 року.